# 蘇丹游牧民族衝突
蘇丹游牧民族衝突是指自2009年以來蘇丹共和國和南蘇丹的游牧民族之間所爆發的武裝衝突，並且造成大量傷亡以及數千多人逃離家園。部落發生戰爭的原因在於缺乏足夠的水源、土地和牲畜等資源，特別是蘇丹南部的半乾旱氣候更使得這類情況極為嚴峻。此外一直到2005年時持續22年的第二次蘇丹內戰才正式結束，並且在2008年時美西里亞部落和里塞加部落之間又爆發大規模武裝衝突。
2013年5月4日時，艾卜耶地區的部落之間爆發衝突並造成至少20人死亡，其中包括2名聯合國維和部隊成員、恩哥克-丁卡部落（Ngok Dinka tribal）首領和17名美西里亞部落成員，這次事件主要是因為恩哥克-丁卡部落和美西里亞部落在該地資源分配不均所爆發的衝突。而到了5月底時達佛爆發的部落衝突則造成雙方共64人死亡、數十人受傷，這次攻擊行動中巴尼哈勒巴部落（Bani Halba tribes）集結了30臺武裝車輛和一些馬來發動襲擊，而原因則是為了爭奪在飲料中常被當作穩定劑使用的阿拉伯膠。聯合國指出由於最近陸續發生的暴力事件，已經讓6,500多人逃離該地區。